# Nationaal Crisiscentrum (Nederland)

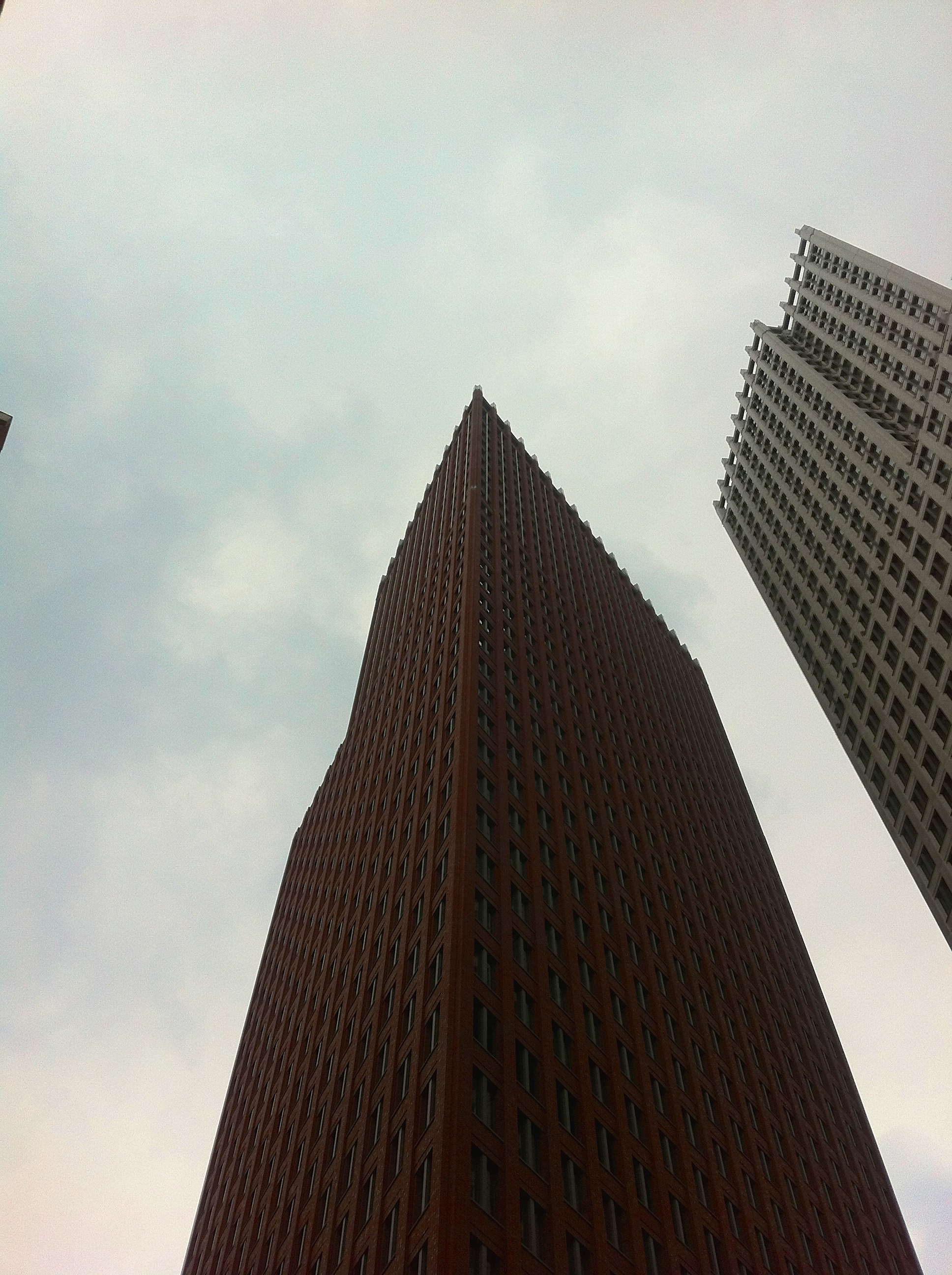
Het gebouw van het ministerie van Justitie en Veiligheid, waarin ook het NCC gevestigd is

Het Nationaal Crisiscentrum of NCC (tot 1 januari 2004 heette dit centrum het Nationaal Coördinatiecentrum) is een onderdeel van de NCTV van het Nederlandse ministerie van Justitie en Veiligheid dat zich bezighoudt met het coördineren van de (bestuurlijke) reactie op rampen en crises. Het NCC komt in principe in beeld zodra de Gecoördineerde Regionale Incidentbestrijdings Procedure het niveau GRIP 4 bereikt of als bestuurders eerder de hulp van het centrum inroepen.
Het NCC is gevestigd in Den Haag, in het gebouw van het ministerie van Justitie en Veiligheid.

## Taken
Het NCC vormt in de warme fase de basis van de crisisorganisatie op rijksniveau. Ten tijde van opschaling organiseert en coördineert het NCC alle processen binnen de rijkscrisisstructuur. Van signalering, informatie-inwinning, voorbereiding, crisiscommunicatie en advisering tot aan het faciliteren van besluitvorming door de Ministeriële Commissie Crisis Besluitvorming (MCCB). In de koude fase vindt vooral de preparatie en voorbereiding op de respons in de warme fase plaats. Het NCC bestaat uit twee eenheden te weten; crisiscoördinatie en communicatie. De Eenheid Crisiscoördinatie biedt een drietal zaken; allereerst de frontoffice, als (inter)nationaal single point of contact, daarnaast de expertise en ervaring op het gebied van de rijks-crisisstructuur, crisisbesluitvorming en –management, en tot slot advisering en ondersteuning bij grootschalige evenementen. De Eenheid Communicatie draagt zorg voor de ontwikkeling en uitvoering van de eigen en de rijksbrede risico- en crisiscommunicatie, de corporate communicatie en beleidscommunicatie van de NCTV en haar domeinen.
De dagelijkse werkzaamheden van de NCTV zijn georganiseerd volgens de lijn 'Front-office, Back-Office en een Action-Office'. Dit concept is er op gericht om snel nieuwe relevante informatie te signaleren, daarop te alerteren (de relevante directies en externen), deze te duiden en daarop passende maatregelen te nemen. Het NCC heeft de rol van Frontoffice waar de signalering en een eerste beoordeling plaatsvindt. De directie Risico's en Dreigingen is het backoffice waar zo nodig een duiding plaatsvindt met betrekking tot de impact op de Nationale Veiligheid. De overige directies vormen samen met het NCC en het LOCC het Action Office waar zo nodig passende maatregelen worden genomen.